# Друга персо-тюркська війна
Друга персо-тюркська війна почалась у 619 році (є версії про 608 рік) з вторгнення під керівництвом Тун-джабгу тюрків й ефталітів у Сасанідську Персію. Війна закінчилася розгромом тюрків і ефталітів перським генералом Смбатом Багратуні.

## Контекст
Тюрки після поразки у 1-ій війні проти Персії 30 років тому знову прагнули змінити своє станвище, у той час як Персія була у війні з Візантією. Вони вдерлися до Персії з великою кількістю людей, але зазнали поразки в першому бою під Тусом силами 2000 цаваран (перської елітної важкої кавалерії). Програвши цю битву тюрки та ефталіти запросили підкріплень. Себеос свідчить, що 300 тисяч були направлені у війська для їх посилення.
Зі свіжими військами спільники захопили найближчим часом Датоян перемігши його 300 захисників. Під час свого набігу турки дійшли до Ісфахана. Смбат швидко реорганізував військо на сході і нарешті, розгромив турків і ефталітів, як повідомляється вбивством їхнього командувача у рукопашній боротьбі.
Після смерті свого керманича тюрки та ефталіти розійшлися безладним чином. Саваран погналися за ними, розбивши й вбивши багатьох.